# Harry Hill (ator)
Matthew Keith Hall (Woking, 1 de outubro de 1964) é um comediante, apresentador e escritor inglês. Começou sua carreira no stand-up, mas ganhou reconhecimento por seu programa de rádio Harry Hill's Fruit Corner (1993-1997). Na televisão, apresentou o show Harry Hill's TV Burp (2001–2012). Seus outros projetos incluem The Harry Hill Movie, lançado em 2013.
Em 2008, ele ganhou dois BAFTAs e outro em 2009 de Melhor Performance de Entretenimento.